# Bumetopia japonica
Bumetopia japonica là một loài bọ cánh cứng trong họ Cerambycidae.